# Louis Joseph af Frankrig
Louis Joseph af Frankrig (Louis Joseph Xavier François; 22. oktober 1781 – 4. juni 1789) var en fransk prins. Som den ældste søn af Kong Ludvig 16. af Frankrig og Marie-Antoinette af Østrig var han dauphin af Frankrig (tronfølger) fra fødslen. 
Han havde et skrøbeligt helbred og døde som 7-årig den 4. juni 1789 i Meudon under stænderforsamlingen i 1789. Positionen som tronfølger blev overtaget af hans lillebror Louis Charles (den senere tronprætendent Ludvig 17. af Frankrig). 